# コンラート・ヴィッツ
コンラート・ヴィッツ（Konrad Witz）はドイツの画家。生まれは、1400年から1410年の間頃で、生地はおそらくヴュルテンベルク王国のロットヴァイル。1445年冬か1446年の春にスイスのバーゼルで死去。主にスイスで活動した。1434年からバーゼルで活動している。

## スタイル
ヴィッツの様式はドイツにおける後期ゴシックからルネサンスへの移行期のそれであるといえる。ドイツ南西部シュヴァーベン地方の伝統（写実主義と細部へのこだわり）とブルゴーニュ地方のスタイルに影響を受けたモチーフ（量感と身振りによる感情表現）の融合は、この画家がフランスあるいはオランダにおいて修行時代を過ごした可能性を考えさせる。だがシュヴァーベンとブルゴーニュの地方様式からの造形上の影響は、スイスにいながらにしても享受することができただろう。このことはコンスタンツ公会議（1414-18年）とバーゼル公会議（1431年）が開催されたころ、スイスにはヨーロッパ各地の著名な画家が足跡を残していることから想像できる。多種多様な造形的実験の結果をヴィッツは独自の芸術様式にまとめ上げた。主としてそれは厳格なパースペクティヴに基づき展開される画面の空間と、その内部に配された人物の密度の高い量感に基礎を置いている。

## 現存作例
ヴィッツの作品で有名なものは、3つの祭壇画の絵で、それらはすべて、部分的にだが現存している。その中で最も初期のものは1345年頃に作られた『ハイルスピーゲルの祭壇画』で、現在その主な部分はバーゼル市立美術館に、分解された板数点は他のところにそれぞれ所蔵されている。次に古いのは『聖母の祭壇画』（1440年頃）で、これも板が別々にされて、現在バーゼル、ニュルンベルクのゲルマン国立博物館、ストラスブールにある。ヴィッツの最後の祭壇画は1444年の『聖ペテロの祭壇画』で、現在ジュネーヴ美術・歴史博物館にあり、その中にはヴィッツィの最も有名な作品である、ジュネーヴの風景を背景に展開される聖書の物語を描く『奇跡の漁り』も含まれている。
『聖クリストフォルス』（バーゼル市立美術館所蔵）はそれら主要な祭壇画と関係がない作品と考えられている。それ以外に、ヴィッツとその弟子たちの描いた独立した作品が、ナポリ、ベルリンの絵画館、ニューヨークのフリック・コレクションにある。

## 作品

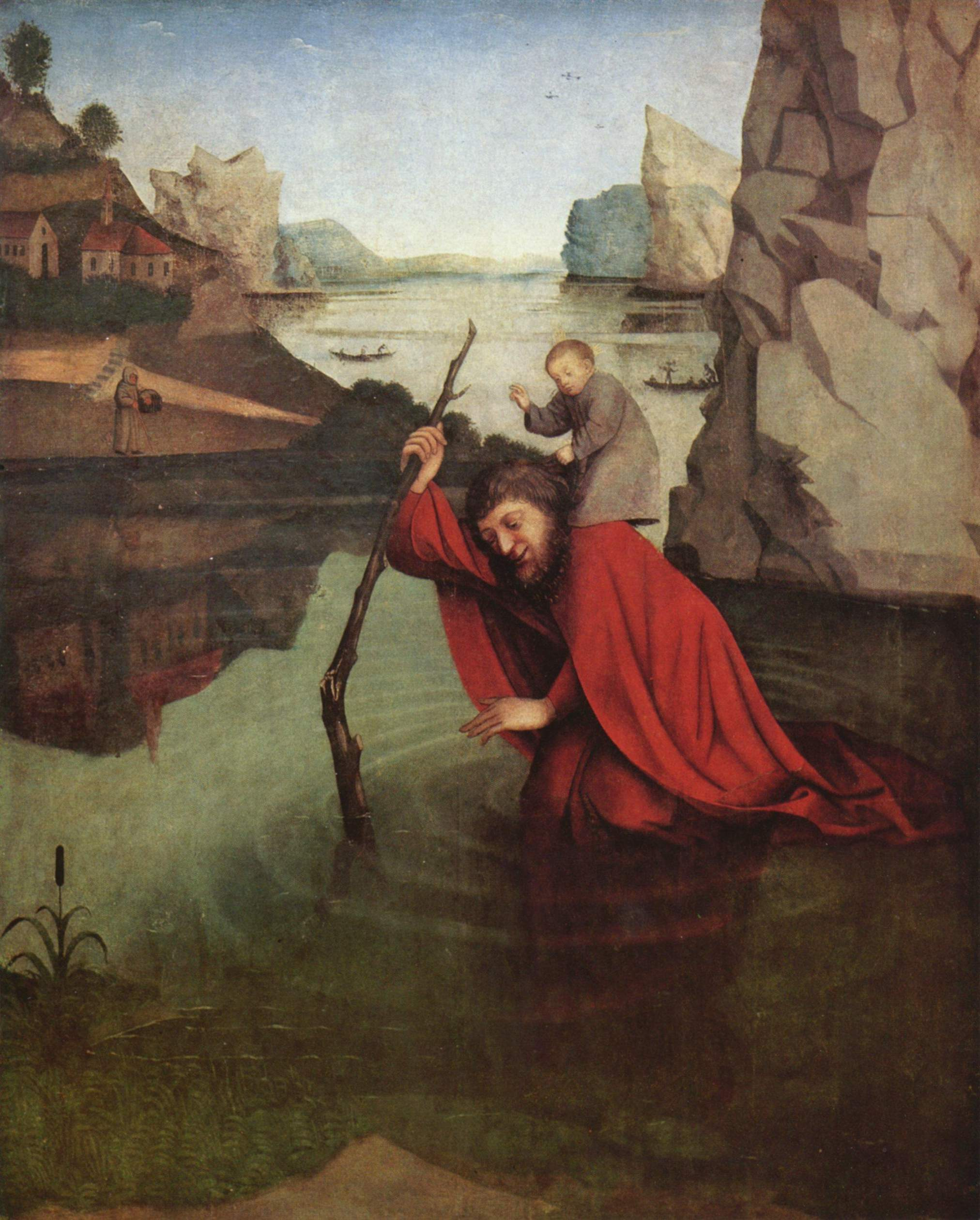
『聖クリストフォロス』　(c.1435) バーゼル市立美術館 蔵
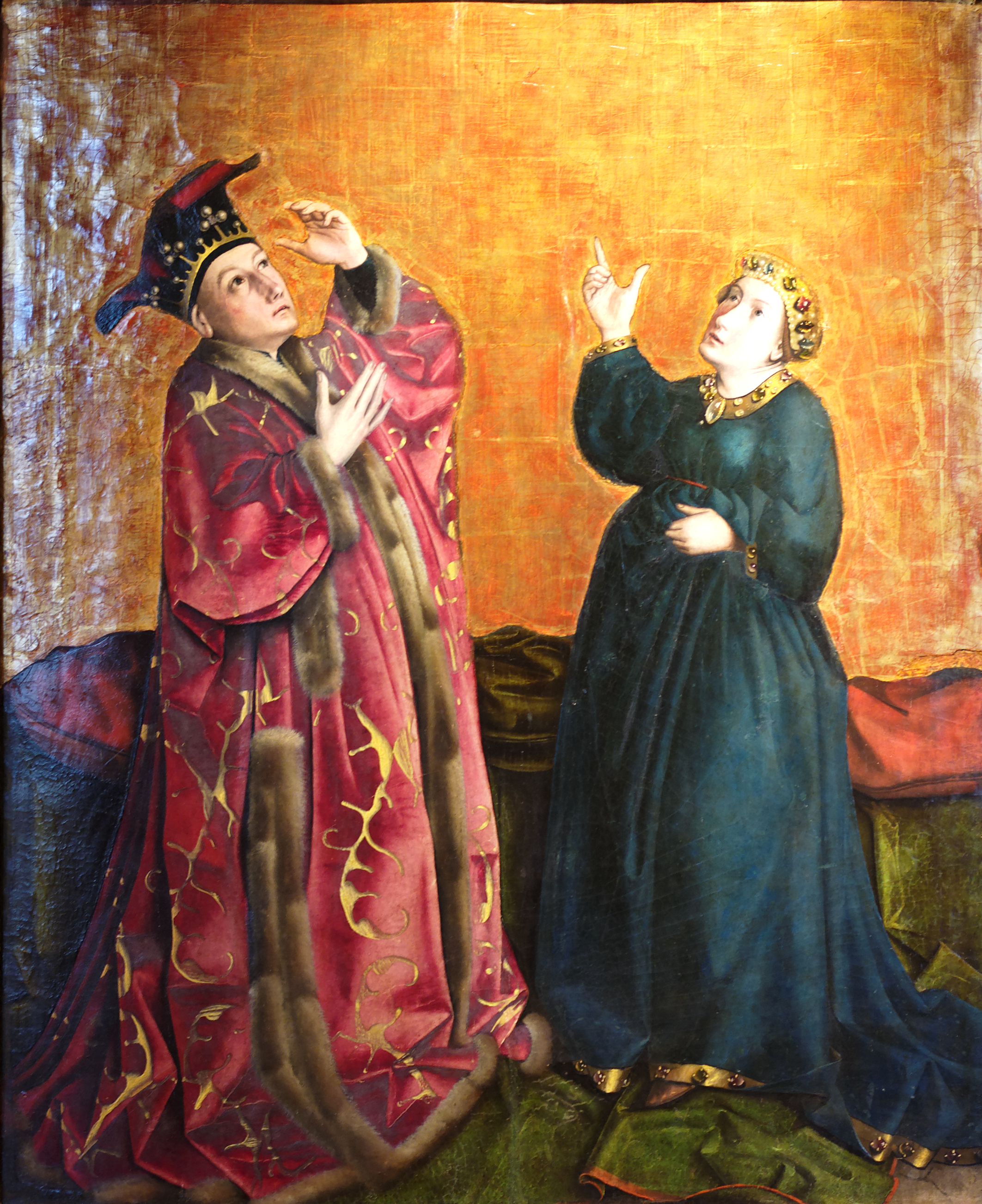
『皇帝アウグストゥスとティブルのシビュラ』 (1435) ディジョン美術館 蔵
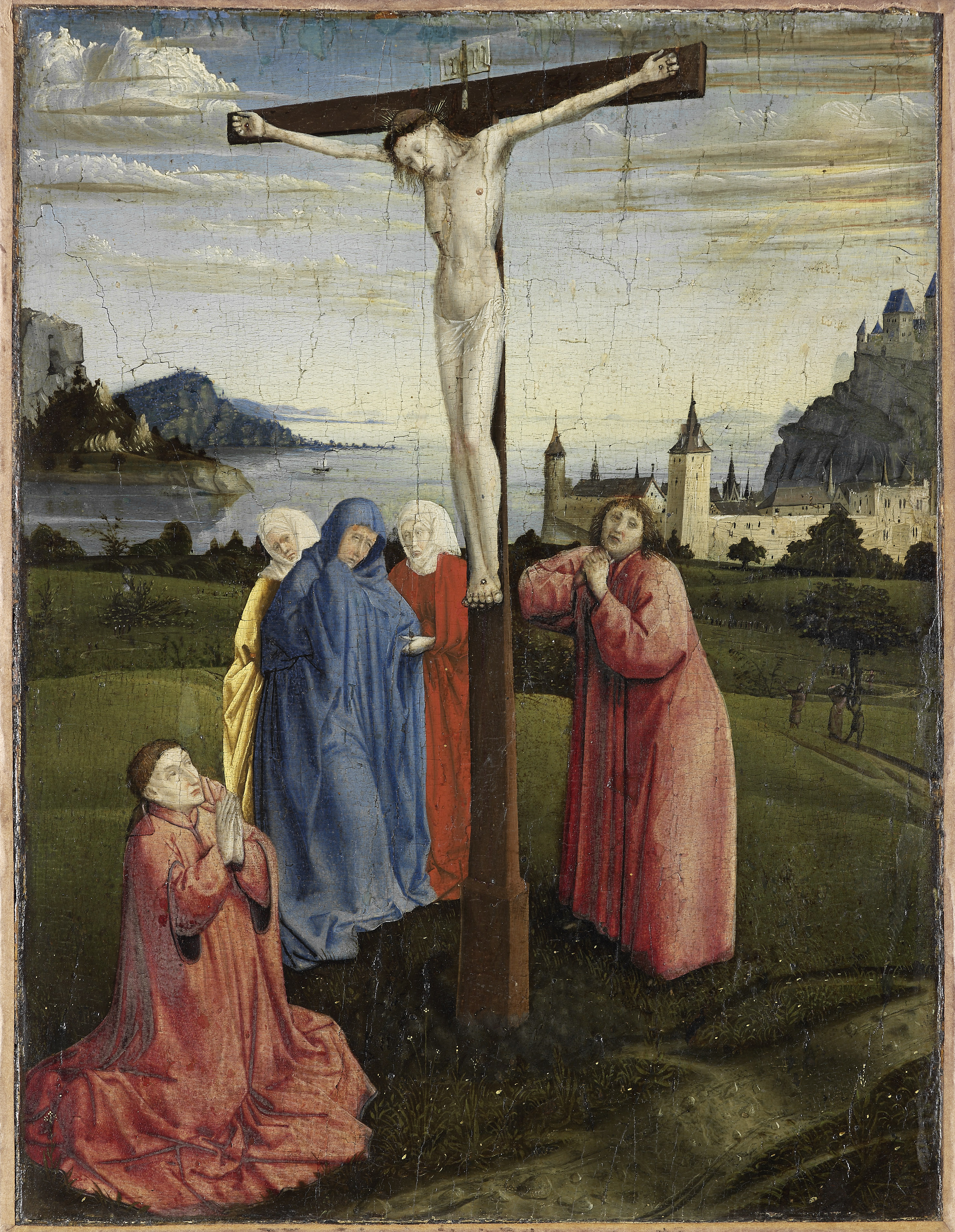
『十字架のキリスト』 (1430/1435) 絵画館 (ベルリン) 蔵
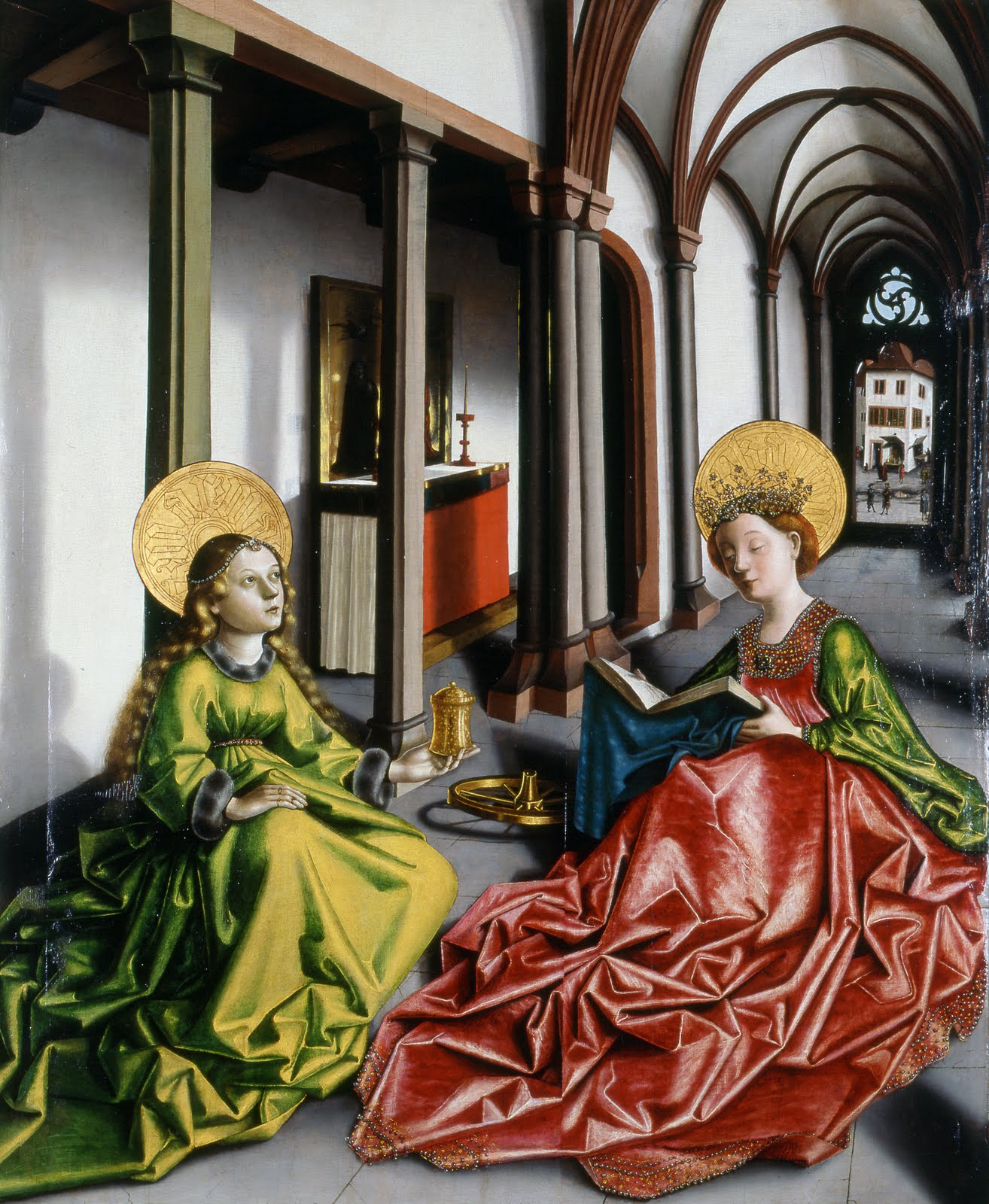
『マグダラのマリアと聖カタリナ』 (1440年ごろ) 大聖堂美術館（英語版） (ストラスブール)

## 註
1. ↑  ここでのヴィッツの芸術様式に関する分析は次の資料に基づく。Encyclopédie de l'art, Garzanti, La Pochothèque, 2000, p. 1076.